# Organologia

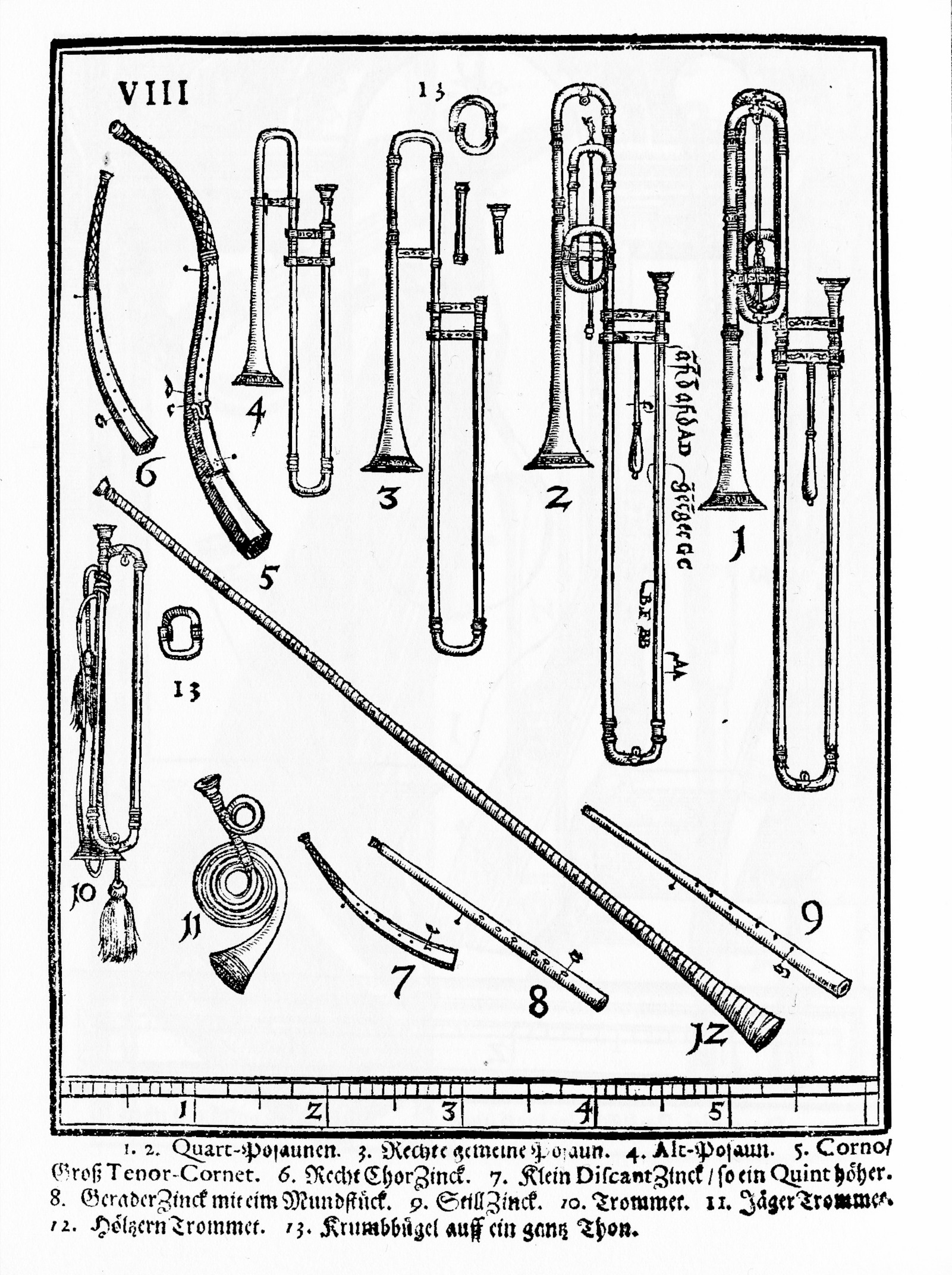
Ilustració del Syntagma musicum de Praetorius

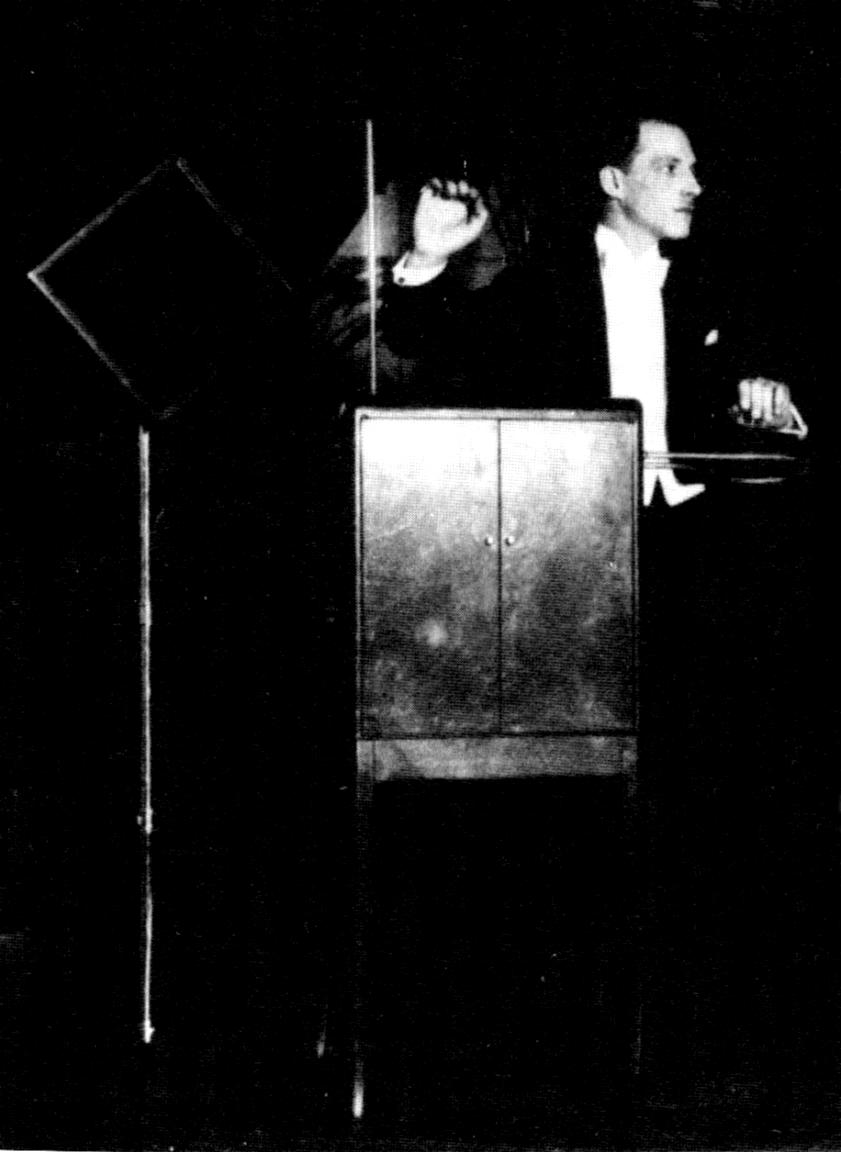
Léon Theremin, 1924

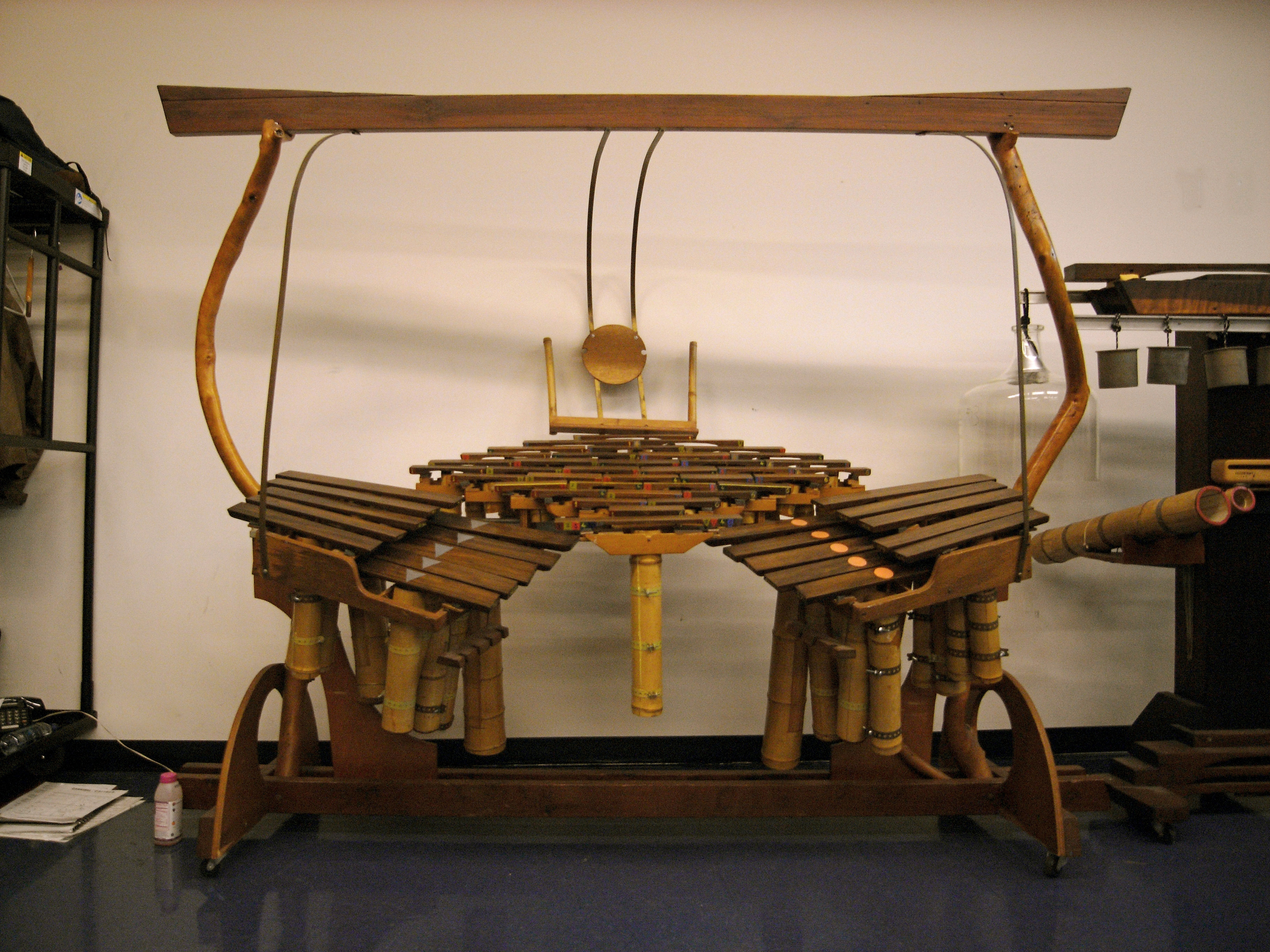
Quadrangularus Reversum, Harry Partch ±1960

L'organologia és la ciència que estudia els instruments musicals. Comprèn l'estudi de la història dels instruments, l'ús dels instruments en els diverses cultures, el seu funcionament acústic i la classificació. En alguns d'aquests aspectes, l'organologia s'encavalca amb altres disciplines com ara l'acústica, l'etnomusicologia i la pròpia musicologia. Als segle xix s'utilitzava també el terme organografia, ara en desús.
Diverses cultures antigues ens han deixat documents amb informació sobre els instruments musicals que empraven, així com la seva funció social; algunes d'aquestes descripcions inclouen també un sistema de classificació.
A Europa, els primers documents rellevants comencen a publicar-se des del segle xv. Un dels primers va ser Definitorium Musicae, escrit a Nàpols, (1474-84) pel brabançó Johannes Tinctoris, músic de la cort d'Alfons el Magnànim, Musica Getutscht, de S. Virdung (Basilea, 1511) i el tractat del compositor alemany Martin Agricola Musica instrumentalis deudsch del 1529. Gairebé un segle més tard i de la mà del també alemany Michael Praetorius apareixerà el que es considera el primer tractat sobre organologia, el Syntagma musicum editat el 1618. En aquesta obra trobem una descripció acurada dels instruments, així com comentaris sobre les pràctiques instrumentals de l'època. És, per tant, un document de primer ordre per a l'organologia, la musicologia i molt especialment en el camp de la interpretació de la música antiga amb instruments originals.
Tot i els notables avenços en la construcció i millora dels instruments, poc es va avançar en els aspectes més teòrics i sistematitzadors durant els segles següents. L'interès pels instruments arribats a Europa d'arreu del món va despertar de nou l'interès pel coneixement i classificació dels instruments de la música.
Un dels organòlegs més importants del segle xx fou Curt Sachs. Juntament amb Erich von Hornbostel va idear l'esquema Hornbostel-Sachs per a la classificació dels instruments musicals, publicat el 1914, i que ha mantingut la seva vigència fins a l'actualitat.
La classificació de Hornbostel-Sachs agrupa els instruments tenint en compte el cos vibrant, sorgint primer en quatre grups. Curt Sachs va afegir la quinta el 1940.
1. Idiòfons
2. Membranòfons
3. Aeròfons
4. Cordòfons
5. Electròfons (afegit el 1940)